# Ханс Закс (психоаналитик)
Вижте пояснителната страница за други личности с името Ханс Закс.
Ханс Закс (на немски: Hanns Sachs) е австрийски психоаналитик и юрист, ранен сътрудник на Зигмунд Фройд.

## Биография
Роден е на 10 януари 1881 година във Виена, Австрия, син на еврейски адвокат. Завършва право във Виенския университет. Там получава докторат през 1904 и се установява като адвокат във Виена.
След четенето на лекцията „Тълкуване на сънищата“ от Зигмунд Фройд, Закс ги посещава редовно и през 1909 година става член на събиранията в сряда. До 1912, заедно с Ото Ранк, публикуват статии в списание „Имаго“. През 1913 става част от „Тайния комитет“, където още са Карл Абрахам, Шандор Ференци, Ото Ранк, Ърнест Джоунс и други. От 1920 до 1932 година живее и работи в Берлин. През 1926 Закс и Карл Абрахам стават научни консултанти на Георг Вилхелм Пабст за неговия ням филм „Тайните на душата“.

## Критика
Ханс Закс е направил съществени приноси за развитието на психоаналитичната литературна теория. Райнер Вилд, който подготвя издания на литературно-научните и литературно-теоретичните работи на Ханс Закс пише:
| „ | В тези работи, чийто център се формира от публикуваното през 1924 изследване „Общи сфери на обсъждане“, той развива психоаналитичната литературна теория, която произхожда от социалния характер на работата с изкуството – като обща, т.е колективна сфера на обсъждане. | “ |

## Книги
- Die Bedeutung der Psychoanalyse für die Geisteswissenschaften (с Ото Ранк), 1913
- Gemeinsame Tagträume. Berlin, Leipzig, Wien: Internationaler psychoanalytischer Verlag, 1924
- Bubi Caligula, 1930
- Zur Menschenkenntnis: Ein psychoanalytischer Wegweiser für den Umgang mit sich selbst und anderen, 1936
- The creative unconscious: Studies in the psychoanalysis of art. Cambridge, MA: Sci-Arts Publishers, 1942
- Freud: Master and Friend, 1944
- Masks of love and life: The philosophical basis of psychoanalysis. (A. A. Roback, Ed.) Cambridge, MA: Sci-Arts Publishers, 1948